# Indian Larry
Indian Larry, właściwie Larry Desmedt (ur. 28 kwietnia 1949, zm. 30 sierpnia 2004) – amerykański producent motocykli i jeździec wyczynowy.

## Życiorys
Urodził się w Cornwall niedaleko Hudson w stanie Nowy Jork. Zainteresował się motocyklami w bardzo młodym wieku. Był fanem słynnego mechanika motocyklowego Von Dutcha. Przeprowadził się do Kalifornii, gdzie rozpoczął naukę rzemiosła u producenta motocykli Eda Rotha.
Gdy Larry był nastolatkiem, miał problemy z prawem. Miał na swoim koncie liczne kradzieże, nadużywał alkoholu i brał narkotyki. Pewnego dnia postanowił skończyć ze swoim dotychczasowym życiem i spróbował swojego talentu w budowaniu motocykli. Jego „stara szkoła” budowy chopperów szybko odniosła sukces. Jego motocykl „Grease Monkey” został maszyną roku magazynu Easy Rider. Larry został również zwycięzcą Discovery Channel's Biker Build-Off Trophy. To on sprawił, że styl motocykli z lat 50. i 60. stał się znów popularny.
Jego wyczyny wielokrotnie pokazywano w mediach. Zagrał w filmie pt. Rocket's Red Glare a jego wyczyny zostały ukazane w Quiz Show, Muscle Machine, My Mother's Dream, 200 Cigarettes. Wystąpił również w programie The Late Show z Davidem Lettermanem. 

## Śmierć
Podczas pokazu jego najnowszego motocykla w Concord w Karolinie Północnej 28 sierpnia 2004 roku, Larry pokazywał swój talent kaskaderski. Podczas jego występu na bis stanął na jadącym motocyklu i stracił kontrolę nad pojazdem. Skończyło się to poważnym upadkiem. Larry został przewieziony do Carolinas Medical Center w Charlotte. Zmarł 30 sierpnia na skutek odniesionych obrażeń.